# François Devries
François Devries (Antuérpia, 21 de agosto de 1913 - 17 de fevereiro de 1972) foi um futebolista belga que competiu na Copa do Mundo FIFA de 1934.